# 青杞
青杞（学名：Solanum septemlobum）又名茄子蒿，为茄科茄属下的一个物種，原生於東亞大陸。

## 分布
本種原生於中國大陸至西伯利亞，包括華中、華北、華東、華南、內蒙古、滿洲、西藏、新疆、蒙古國及俄羅斯外貝加爾邊疆區等。

## 分類
本種曾被視為南青杞（Solanum kerrii = Solanum seaforthianum）的變種。

## 扩展阅读
- 維基物種上的相關：青杞